# Mirtazapină
Mirtazapină (cu denumirea comercială Remeron, printre altele) este un medicament antidepresiv atipic (și tetraciclic), fiind utilizat în tratamentul depresiei majore. Calea de administrare disponibilă este cea orală.
Mirtazapina a fost aprobată pentru uz medical în Statele Unite ale Americii în anul 1996. Patentul său a expirat în anul 2004, și de atunci există versiuni generice.